# Cassutt Special
Il Cassutt Special era un monomotore da competizione monoposto progettato e costruito negli Stati Uniti d'America dall'ex comandante della Trans World Airlines (TWA) Tom Cassutt nel 1954, ed ancora commercializzato, in kit per l'autocostruzione, dalla National Aeronautics Company dal 2008 come Cassutt Sport o Cassutt Racer.
Il Cassutt Special è un monoplano ad ala media, con carrello d'atterraggio triciclo fisso. La fusoliera e la coda sono costruiti di tubi d'acciaio, e le ali sono costituite da compensato sopra centine di legno.
Nel 2008, i progetti e i kit sono commercializzati da National Aeronautics Company.

## Primati
Il Cassutt Special risultò vincitore dell'edizione del National Air Races disputata nel 1958.